# Bahčisaraj
Bahčisaraj (krimskotatarski: Bağçasaray, ruski i ukrajinski: Бахчисарай) je grad u ukrajinskoj Autonomnoj Republici Krim. Prema popisu stanovništva iz 2014. godine Bahčisaraj je imao 26.482 stanovnika.

## Zemljopis
Bahčisaraj leži na jugu krimskoga poluotoka, u dolini rijeke Čuruk-Su, udaljen 30 kilometara jugozapadno od Simferopolja. Nedaleko od grada nalaze se ruševine i utvrde Čufut-Kalea. Grad vodom opskrbljuje Bahčisarajski rezervoar, koji je sagrađen na obližnoj rijeci Kači. Dvanaest kilometara od grada nalazi se Krimska astrofizička zvjezdarnica (KrAO).

## Povijest
Bahčisaraj se prvi put spominje 1502. godine. Poznato je da je 1532. godine prijestolnica krimskoga kana – Sahiba I. Geraja. Od tad je pa sve do ruske aneksije Krima 1783. godine, političko i kulturno središte Krimskoga Kanata. Nakon tog više nije bio nikakav administrativni centar, ali je ostao vjerski centar Krimskih Tatara, sve do svibnja 1944. kada je velik broj Tatara deportiran s Krima, zbog optužbi za kolaboraciju s nacistima.

## Znamenitosti
Gradske znamenitosti su:
- Čufut-Kale
- Eski turbe
- Eski Jurt
- Ismi Kan Džami
- Kanska palača
- Medresa Zincirli
- Orta-Džami
- Tahtali-Džami
- Uspenski manastir
- Velika kanska džamija

## Gradovi prijatelji
- Bursa, Turska[2]

## Vanjske poveznice
|  | Zajednički poslužitelj ima još gradiva o temi Bahčisaraj |

- Vodič po gradu  Arhivirana inačica izvorne stranice od 6. srpnja 2013. (Wayback Machine) (rus.)
- Bahčisaraj na LKMZ-u